# Transformateur de mesure

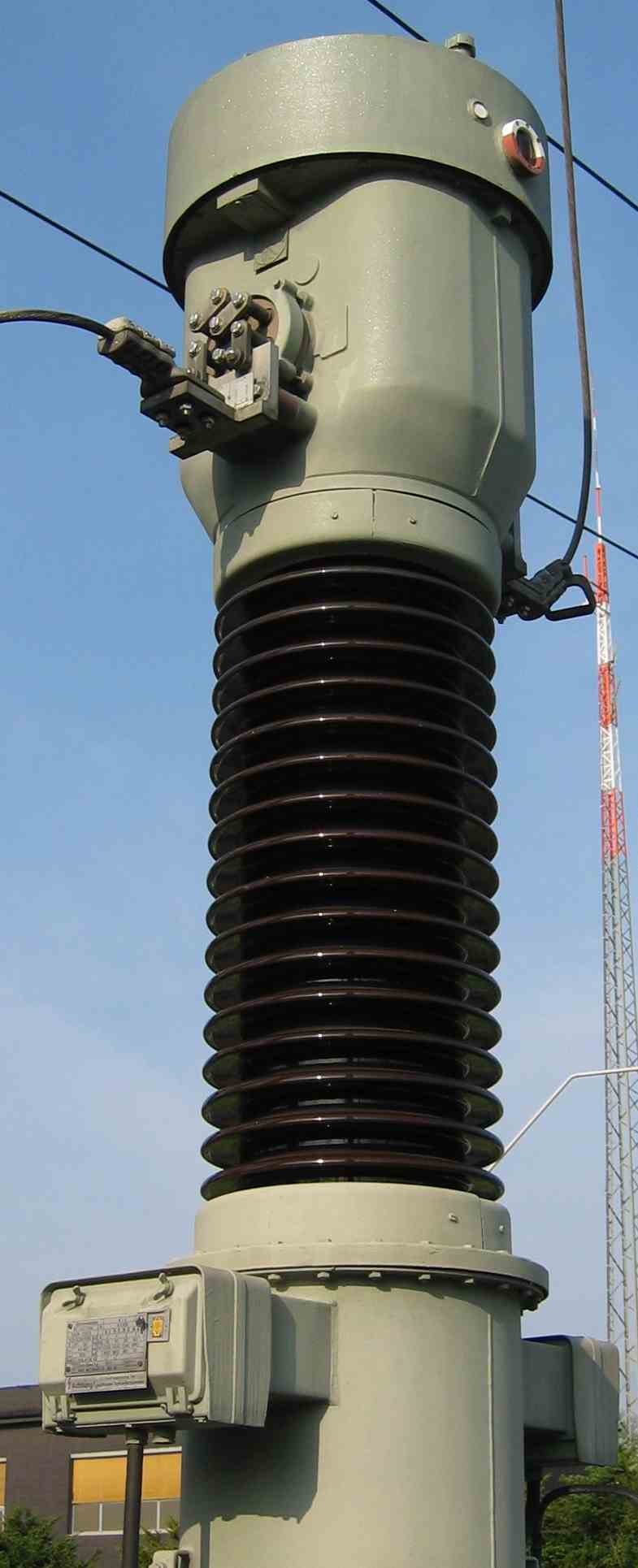
Transformateur de mesure de tension nominale 110 kV.

Selon la définition de la Commission électrotechnique internationale, un transformateur de mesure est un transformateur  destiné à alimenter des appareils de mesure, des compteurs, des relais et autres appareils analogues. Ils sont utilisés pour permettre la mesure de la tension ou du courant quand ceux-ci ont une valeur trop élevée pour être mesurée directement. Ils doivent transformer la tension ou le courant de manière proportionnelle et sans déphasage.

## Différents types
Les transformateurs de mesure comprennent :
- transformateur de courant
- transformateur de tension
- Combiné de mesure

## Normes applicables
- Norme CEI 61869-1 : Transformateurs de mesure : Exigences générales
- Norme CEI 61869-2 : Transformateurs de mesure : Exigences supplémentaires concernant les transformateurs de courant (remplace les normes CEI 60044-6 et 60044-1 )
- Norme CEI 61869-3 : Transformateurs de mesure : Exigences supplémentaires concernant les transformateurs inductifs de tension (remplace la norme CEI 60044-2)
- Norme CEI 61869-4 : Transformateurs de mesure : Exigences supplémentaires concernant les transformateurs combinés (remplace la norme CEI 60044-3)
- Norme CEI 61869-5 : Transformateurs de mesure : Exigences supplémentaires concernant les transformateurs capacitifs de tension (remplace la norme CEI 60044-5)
- Norme CEI 60044-7 : Transformateurs de mesure –Partie 7 : Transformateurs de tension électroniques (sera à terme remplacé par la norme CEI 61869-8)
- Norme CEI 60044-8 : Transformateurs de mesure –Partie 8 :Transformateurs de courant électroniques (sera à terme remplacé par la norme CEI 61869-8)